# Thyborøn-Harboøre
Thyborøn-Harboøre é um município da Dinamarca, localizado na região ocidental, no condado de Ringkobing.
O município tem uma área de 42,44 km² e uma  população de 4 690 habitantes, segundo o censo de 2005.